# Caibalion
O Caibalion (Kybalion), publicado em 1908 pela Yogi Publication Society sob o pseudônimo de "os Três Iniciados", afirma conter a essência dos ensinamentos de Hermes Trismegisto, tal como ensinado nas escolas herméticas do Antigo Egito e da Antiga Grécia. Seu material tornou-se um dos pilares do Movimento Novo Pensamento da década de 1910. Muitas das ideias apresentadas neste livro anteciparam conceitos popularizados no século XXI, como por exemplo, a Lei da Atração.
Segundo os autores, a versão moderna do Caibalion seria apenas uma recompilação de um antigo livro iniciático de mesmo nome e que teria sido transmitido oralmente por gerações, de mestre a discípulo. O título se refere a uma palavra hebraica que significa "Tradição ou preceito manifestado por um ente de cima"  e compartilha a mesma raiz da palavra cabala.

## Sete princípios
De acordo com o Caibalion, todo o Hermetismo se basearia em Sete Princípios Herméticos.

### Princípio do mentalismo
"O Todo é mente, o Universo é mental."
De acordo com este princípio, o Universo é uma criação mental do Todo.

### Princípio da correspondência
"O que está em cima é como o que está embaixo, e o que está embaixo é como o que está em cima."
Existe uma correspondência entre as leis e fenômenos de todos os planos de existência e de vida. O microcosmo humano é governado pelas mesmas regras que o macrocosmo universal e vice-versa.

### Princípio da vibração
"Nada está parado, tudo se movimenta, tudo vibra."
A diferença entre as várias manifestações de matéria, energia, mente e espírito resulta principalmente de taxas variáveis de vibração. Quanto maior a vibração, mais elevada a posição na escala. Tudo, desde o átomo e a molécula até mundos e universos, está em movimento vibratório.

### Princípio da polaridade
"Tudo é duplo; tudo tem polos; tudo tem seu oposto; o igual e o desigual são a mesma coisa; os opostos são idênticos em natureza, mas diferentes em graus; extremos se tocam; todas as verdades são meias-verdades; todos os paradoxos podem ser reconciliados."
Os opostos são apenas extremos de uma mesma escala, apenas diferenciados por graus distintos de vibração. É possível realizar a "alquimia mental" dos sentimentos e dos pensamentos, avançando gradativamente na escala.

### Princípio do ritmo
"Tudo flui, para fora e para dentro; tudo tem suas marés; todas as coisas se levantam e caem; a oscilação do pêndulo se manifesta em tudo; a medida da oscilação à direita é a medida da oscilação à esquerda; o ritmo compensa.”
Existe uma oscilação natural, não apenas nos fenômenos da natureza, mas na vida humana. O ruim sucede o bom, a alegria segue-se à tristeza, períodos de animação são precedidos e sucedidos por períodos de retração.

### Princípio da causa e efeito
"Toda causa tem seu efeito, todo efeito tem sua causa; tudo acontece de acordo com a lei; o acaso é simplesmente o nome dado a uma lei desconhecida; há muitos planos de causalidade, porém nada escapa à lei.”
Existe uma causa para tudo o que acontece; nada ocorre aleatoriamente. É possível aprender a trabalhar sobre as causas para obter os efeitos desejados.

### Princípio de gênero
"O gênero está em tudo; tudo tem seu princípio masculino e o seu princípio feminino; o gênero se manifesta em todos os planos da existência.”
Tudo e toda pessoa contém os dois elementos, masculino e feminino. Este princípio não tem relação com incentivos à luxúria ou à libertinagem. Nem se refere a homens e mulheres propriamente. Sua afirmação se aproxima muito mais de exemplos como o da energia e seus polos “ negativo “ e “ positivo “, mas sem o tom pejorativo dado a essas duas palavras. Se refere a ânima, o intangível, como masculino e a matéria, o tangível, como feminino. Mas esse mesmo conceito se torna mais complexo quando aplicado a mente. Nela, o masculino seria tudo quanto vivenciamos conscientemente, cabendo ao subconsciente ou inconsciente o papel feminino. Porém o livro não os aborda, essa é uma interpretação psicológica. 

## Autoria
Como o livro é atribuído a "três Iniciados", que decidiram se manter anônimos, há muita especulação sobre quem escreveu o Caibalion. A teoria mais comum é que o livro teria sido escrito por William Walker Atkinson, tomando como evidências principais o fato do escritor ter sido dono da Yogi Publication Society, ser conhecido por publicar livros sob diversos pseudônimos, a estrutura dos Sete Princípios Herméticos ser similar às Sete Leis Arcanas de The Arcane Teaching, e, finalmente, a edição de 1912 de Who's Who in America atribuir Atkinson como o autor, enquanto a tradução francesa de 1917 indicar a autoria como sendo do "mestre psíquico estadunidense W. W. Atkinson".
Outras teorias incluem como coautores: Paul Foster Case, fundador dos Builders of the Adytum; Michael Witty e Charles Atkins, chefes da Loja Thoth-Hermes da Ordem Alpha et Omega em Chicago; Claude Alexander, mágico e escritor de Novo Pensamento; Claude Bragdon, teósofo e arquiteto; Harriet Case, esposa de Paul Foster Case; Mabel Collins, escritora teósofa; e Marie Corelli, escritora de romances metafísicos.

## Publicação em português
Na década de 1920, a editora Pensamento publicou a tradução feita por Rosabis Camaysar. Após a entrada do original em domínio público, ocorreram três novas edições na década de 2010, incluindo duas versões em e-book.